# 小行星5400
小行星5400（英語：5400）是一颗围绕太阳公转的小行星。1989年2月4日，上田清二、金田宏在钏路市发现了此天体。
这颗小行星的绝对星等为25.27324873492608等。